# James Herbert Pomerene
James Herbert Pomerene (Yonkers, 22 de junho de 1920 — Chappaqua, 7 de dezembro de 2008) foi um engenheiro elétrico estadunidense. Foi um pioneiro da computação.

## Biografia
Filho de Joel Pomerene e Elsie Bower. Graduado em engenharia elétrica na Universidade Northwestern em 1942. Em 1945 casou com Edythe Schwenn. Tiveram três filhos.
Em 1946 integrou-se ao Electronic Computer Project do Instituto de Estudos Avançados de Princeton (IAS), coordenado por John von Neumann. O projeto resultou na construção de um computador com armazenagem de programa em paralelo denominado Computador IAS, que foi o protótipo de diversas outras máquinas, tais como as séries MANIAC I, ORACLE e ILLIAC. Pomerene projetou e implementou a parte de adição da unidade aritmética.

## Publicações selecionadas
- Gilchrist, B.; Pomerene, J.; Wong, S.Y., "Fast carry logic for digital computers" IRE Transactions on Electronic Computers, EC-4 (Dec.1955), pp. 133–136.
- Esterin, B.; Gilchrist, B.; Pomerene, J. H., "A Note on High Speed Digital Multiplication" IRE Transactions on Electronic Computers, vol. EC-5, p. 140 (1956).